# Harth-Pöllnitz
Harth-Pöllnitz est une commune rurale de Thuringe (Allemagne), située dans l'arrondissement de Greiz.

## Géographie

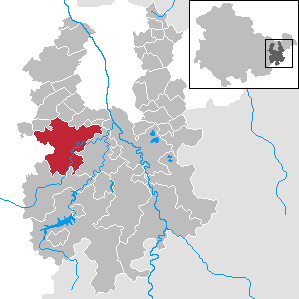
Situation de la commune (en rouge) dans l'arrondissement

Harth-Pöllnitz est située à l'ouest de l'arrondissement, à la limite avec l'arrondissement de Saale-Orla. Le siège de la municipalité se trouve dans le village de Niederpöllnitz, situé à 8 km à l'ouest de Weida, à 19 km au sud-ouest de Gera et à 27 km au nord-ouest de Greiz, le chef-lieu de l'arrondissement.
La commune est composée des seize villages suivants (population actuelle) : Birkhausen (70), Birkigt (31), Burkersdorf (527), Forstwolfersdorf (137), Frießnitz (365), Groschwitz (59), Großebersdorf (209), Köckritz (194), Köfeln (95), Neundorf (113), Niederpöllnitz (943), Nonnendorf (46), Rohna (71), Struth (79), Uhlersdorf (59) et Wetzdorf (113).
Communes limitrophes (en commençant par le nord et dans le sens des aiguilles d'une montre) : Lederhose, Münchenbernsdorf, Bocka, Zedlitz, Crimla, Wünschendorf-sur-Elster, Weida, Schömberg, Steinsdorf, Auma-Weidatal, Mittelpöllnitz, Geroda et Schwarzbach.

## Histoire
Les premières mentions écrites des différents villages de la commune datent pour la plupart du XIIIe siècle. Cependant, certaines agglomérations devaient exister auparavant puisqu'un Albertus de Pullnitz, vassal du margrave de Misnie, est signalé en 1130 et qu'en 1238, Gottschalk von Pöllnitz est un des partisans de la maison de Wettin. D'ailleurs, le village de Niederpöllnitz conserve les vestiges d'un château fort (wasserburg) avec notamment une haute tour intacte. Les châtelains de Pöllnitz sont ensuite des vassaux des baillis de Weida. Le château est racheté au XVe siècle par les von Planitz. Il changera par la suite de propriétaires de nombreuses fois.
Le village de Wetzdorf conserve un manoir seigneurial.
Tous les villages de Harth-Pöllnitz ont fait partie du grand-duché de Saxe-Weimar-Eisenach (cercle de Neustadt) jusqu'en 1918, puis de l'arrondissement de Gera jusqu'en 1990.
En 1994, les communes de Burkersdorf, Frießnitz, Grochwitz, Köcknitz et Köfeln forment la commune de Harth, les communes de Birkhausen, Großebersdorf, Forstwolfersdorf, Neundorf, Niederpöllnitz, Rohna, Struth, Uhlendorf, Wetzdorf et Birkigt forment elles la nouvelle commune de Pöllnitz. Ces deux communes fusionnent le 21 décembre 1995 pour former la ville de Harth-Pöllnitz.

## Démographie
Commune de Harth-Pöllnitz dans ses dimensions actuelles :
| 1910  | 1933  | 1939  | 1995  | 2000  | 2005  | 2010  |
| ----- | ----- | ----- | ----- | ----- | ----- | ----- |
| 2 565 | 2 736 | 2 661 | 3 448 | 3 524 | 3 346 | 3 075 |

## Politique
Aux élections municipales du 7 juin 2009, les résultats obtenus ont été les suivants :
| Parti | Nombre de conseillers | Pourcentage de voix |
| ----- | --------------------- | ------------------- |
| CDU   | 5                     | 34,4 %              |
| BV    | 4                     | 25,8 %              |
| FWG   | 4                     | 23,4 %              |
| FDP   | 3                     | 16,4 %              |

## Communications
Le village de Großebersdorf est situé sur la route nationale B175 Großebersdorf-Weida-Berga/Elster-Werdau-Zwickau et sur la B2 Gera-Schleiz. L'autoroute A9 Berlin-Munich se trouve à 9 km plus à l'ouest (sortie 26 à Triptis).
Le village de Niedepöllnitz est desservi par la ligne de chemin de fer Gera-Saalfeld.